# Enrique Almaraz y Santos
Enrique Almaraz y Santos (22 september 1847 – 22 januari 1922) was een Spaans aartsbisschop en kardinaal.

## Biografie
Almaraz werd priester in 1874. Hij werkte aan het seminarie van Salamanca. In 1893 werd hij bisschop van Palencia. In 1907 werd hij  aartsbisschop van Sevilla. Hij was tussen 1920 en 1922 aartsbisschop van Toledo en als zodanig primaat van Spanje. Ook was hij patriarch van West-Indië. In 1911 werd hij verheven tot kardinaal-priester door paus Pius X. 
Almaraz nam deel aan het conclaaf van 1914. Hij overleed op 74-jarige leeftijd in 1922.
- Biblioteca Nacional de España: XX1181106
- Virtual International Authority File: 310659154
- WorldCat: E39PBJd3Kf9kqvBQw3mwGcKw4q